# DANGEROUS GATE
DANGEROUS GATE（デンジャラス・ゲート）は、日本のプロレス団体DRAGON GATEが主催するプロレス興行。

## 概要
DRAGON GATEが年に一度、8月～9月頃に大田区総合体育館で開催する大規模興行。2012年が初開催で、2014年からは毎年開催されている。
中継はGAORA制作によるPPV生放送がされる。

## 各興行結果

### 2012年
- 日時:2012年9月23日[1]
- 観衆:4500人（超満員）

| 第1試合 8人タッグマッチ                                                                               |                                                        |                                                                        |
| 新井健一郎 ○ジミー・神田 琴香 富永千浩                                                                | 5分15秒 ダイビング・エルボードロップ →体固め           | スペル・シーサー K-ness. しゃちほこBOY 三代目超神龍×                   |
| 第2試合 スクランブルバンクハウス・鞭打ちマッチ                                                        |                                                        |                                                                        |
| <MAD BLANKEY> サイバー・コング Kzy ×問題龍                                                            | 9分42秒 イナバウアー・ジャーマンスープレックスホールド | <帰ってきたベテラン軍> Gamma HUB “ハリウッド”ストーカー市川○           |
| 第3試合 オープン・ザ・ブレイブゲート選手権試合                                                        |                                                        |                                                                        |
| <帰ってきたベテラン軍> ○ドラゴン・キッド (第22代王者)                                                 | 18分39秒 ウルトラ・ウラカンラナ                        | (大阪プロレス) 政宗× (挑戦者)                                          |
| ※第22代王者が3度目の防衛に成功。                                                                      |                                                        |                                                                        |
| 第4試合 スペシャルタッグマッチ                                                                        |                                                        |                                                                        |
| <ジミーズ> ジミー・ススム ×ジミー・カゲトラ                                                           | 14分52秒 ソル・ナシエンテ改                            | 吉野正人○ 橋本大地(ZERO1)                                              |
| 第5試合 オープン・ザ・トライアングルゲート選手権試合 -トライアングルゲート・コントラ・タニザキナオキ- |                                                        |                                                                        |
| <MAD BLANKEY> B×Bハルク 戸澤陽 ○谷崎なおき (第36代王者組)                                             | 16分50秒 ナイトライドE.N.D →片エビ固め                 | <ジミーズ> 堀口元気H.A.Gee.Mee!! 斎藤“ジミー”了 谷嵜なおき× (挑戦者組) |
| ※第36代王者組が2度目の防衛に成功。谷嵜なおきは「Mr.キューキュー豊中ドルフィン」に改名。               |                                                        |                                                                        |
| セミファイナル オープン・ザ・ツインゲート統一タッグ選手権試合                                         |                                                        |                                                                        |
| <暁-akatsuki-> 鷹木信悟 ×YAMATO (第22代王者組)                                                        | 24分56秒 顔面への三角蹴り →片エビ固め                  | <帰ってきたベテラン軍> 望月成晃○ ドン・フジイ (挑戦者組)               |
| ※第22代王者組が2度目の防衛に失敗。モチフジが第23代王者組に。                                          |                                                        |                                                                        |
| メインイベント オープン・ザ・ドリームゲート選手権試合                                                 |                                                        |                                                                        |
| <帰ってきたベテラン軍> ○CIMA (第14代王者)                                                             | 23分58秒 メテオラ →エビ固め                            | <WORLD-1 INTERNATIONAL> 土井成樹× (挑戦者)                             |
| ※第14代王者が7度目の防衛に成功。                                                                      |                                                        |                                                                        |

### 2014年
- 日時:2014年8月17日[4]
- 観衆:5000人（超満員札止め）

| 第0試合 タッグマッチ |                                                  |                                                                     |
| <オレたちベテラン軍> ○新井健一郎 K-ness. | 5分36秒 ダイビング・ヘッドバット →片エビ固め     | しゃちほこBOY リョーツ清水×                                         |
| 第1試合 6人タッグマッチ |                                                  |                                                                     |
| Gamma ×“ハリウッド”ストーカー市川 ヨースケ♡サンタマリア | 8分14秒 ダイビング・エルボードロップ →片エビ固め | <ジミーズ> 堀口元気H.A.Gee.Mee!! ジミー・神田○ ジミー・カゲトラ     |
| 第2試合 タッグマッチ |                                                  |                                                                     |
| ドン・フジイ ×林悠河 | 10分5秒 ジャンボの勝ち！ →体固め                 | ○ジミー・ススム “ミスター・ハイテンション”琴香                      |
| 第3試合 ノーDQマッチ |                                                  |                                                                     |
| <MAD BLANKEY> ○パンチ富永 | 10分52秒 イスを使用してのケンカキック →体固め    | <オレたちベテラン軍> CIMA×                                          |
| 第4試合 オープン・ザ・ブレイブゲート選手権試合 |                                                  |                                                                     |
| <Millennials> ○フラミータ (第25代王者) | 14分17秒 フラムフライ →片エビ固め                | <ジミーズ> Mr.キューキュー“谷嵜なおき”豊中ドルフィン× (挑戦者)      |
| ※第25代王者が4度目の防衛に成功。 |                                                  |                                                                     |
| 第5試合 オープン・ザ・ツインゲート統一タッグ選手権試合 |                                                  |                                                                     |
| <Millennials> ○T-Hawk Eita (第32代王者組) | 23分18秒 ベラクルス →エビ固め                    | <オレたちベテラン軍> 望月成晃× ドラゴン・キッド (挑戦者組)          |
| ※第32代王者組が初防衛に成功。 |                                                  |                                                                     |
| セミファイナル MAD BLANKEY vs MONSTER EXPRESS 敗者復活サバイバル一発逆転キャプテンフォールイリミネーションマッチ 時間無制限 |                                                  |                                                                     |
| <MAD BLANKEY> ○(C)YAMATO サイバー・コング Kzy 問題龍 | 28分10秒 キャプテンフォール                      | <MONSTER EXPRESS> 鷹木信悟(C)× 吉野正人 戸澤陽 ウーハー・ネイション |
| ①×問題龍(0分28秒、パンピングボンバー→片エビ固め)鷹木○ ※問題龍一時失格 ②○サイバー(1分55秒、オーバー・ザ・トップロープ)吉野× ※吉野一時失格、問題龍復活 ③×問題龍(2分18秒、パワーボム→エビ固め)ウーハー○ ※問題龍一時失格、吉野復活 ④○サイバー(6分45秒、オーバー・ザ・トップロープ)戸澤×※戸澤一時失格、問題龍復活 ⑤×サイバー(14分00秒、トルベジーノ十字固め)吉野○ ※サイバー一時失格、戸澤復活 ⑥○YAMATO(16分34秒、オーバー・ザ・トップロープ)ウーハー× ※ウーハー一時失格、サイバー復活 ⑦○サイバー(19分51秒、エビ固め)戸澤× ※戸澤一時失格 ⑧○Kzy(21分00秒、スカイデ・スクールボーイ)吉野× ※吉野一時失格 ⑨×問題龍(25分11秒、MADE IN JAPAN→エビ固め)鷹木○ ※問題龍一時失格、ウーハー復活 ⑩×Kzy(25分29秒、ウーハー・コンビネーション→片エビ固め)ウーハー○ ※Kzy一時失格、戸澤復活 ⑪○YAMATO(28分10秒、ギャラリア→エビ固め)鷹木× ※キャプテンフォールによりMAD BLANKEYの勝利 |                                                  |                                                                     |
| メインイベント オープン・ザ・ドリームゲート王座決定戦 |                                                  |                                                                     |
| <MAD BLANKEY> ×土井成樹 (暫定王者) | 25分57秒 フェニックススプラッシュ →片エビ固め    | B×Bハルク○ (第20代王者)                                             |
| ※ハルクが第20代王者として初防衛に成功。 |                                                  |                                                                     |

### 2015年
- 日時:2015年8月16日[5]
- 観衆:5000人（超満員札止め）

| 第1試合 6人タッグマッチ                                                                   | | |
| Kzy ×U-T エル・リンダマン                                                                 | 6分45秒 首固め | しゃちほこBOY Kotoka○ ドラスティック・ボーイ                                                                           |
| 第2試合 タッグマッチ                                                                      | | |
| 新井健一郎 ○ヨースケ♡サンタマリア                                                         | 5分47秒 シャイニング・ヒップアタック →エビ固め | NOSAWA論外(東京愚連隊) “ハリウッド”ストーカー市川×                                                                     |
| 第3試合 オープン・ザ・ブレイブゲート選手権試合 3WAYマッチ                                 | | |
| <MONSTER EXPRESS> ○戸澤陽 (第27代王者)                                                    | ①7分26秒 高速ジャーマンスープレックスホールド | <MAD BLANKEY> パンチ富永× (挑戦者)                                                                                     |
| <MONSTER EXPRESS> ○戸澤陽 (第27代王者)                                                    | ②12分1秒 パッケージ・ジャーマンスープレックスホールド | スペル・シーサー× (挑戦者)                                                                                             |
| ※第27代王者が6度目の防衛に成功。                                                          | | |
| 第4試合 タッグマッチ                                                                      | | |
| <Dia.HEARTS> B×Bハルク ×望月成晃                                                          | 15分19秒 ウルトラ・ウラカンラナ | ドラゴン・キッド○ フラミータ                                                                                           |
| 第5試合 オープン・ザ・トライアングルゲート選手権試合                                      | | |
| CIMA ○ドン・フジイ Gamma (第54代王者組)                                                   | 21分44秒 ナイスジャーマン | T-Hawk Eita× ビッグR清水 (挑戦者組)                                                                                    |
| ※第54代王者組が2度目の防衛に成功。                                                        | | |
| セミファイナル MAD BLANKEY vs ジミーズ 敗戦ユニット解散サバイバル・イリミネーションマッチ | | |
| <MAD BLANKEY> 土井成樹 YAMATO サイバー・コング K-ness. 問題龍                             | ①○サイバー(14分40秒、パイナップルボンバー→片エビ固め)谷嵜× ②×問題龍(15分42秒、琉's→体固め)神田○ ③○土井(16分53秒、バカタレ・スライディングキック→エビ固め)神田× ④×サイバー(18分10秒、バックスライド・タイムス)堀口○ ⑤×K-ness.(19分1秒、光の輪を切り返す→エビ固め)ススム○ ⑥○YAMATO(20分10秒、ギャラリア→片エビ固め)堀口× ⑦○土井(22分47秒、バカタレ・スライディングキック→エビ固め)斎了× ⑧×土井(24分35秒、ジャンボの勝ち!固め)ススム〇 ⑨×YAMATO(29分21秒、ジャンボの勝ち!→エビ固め)ススム○ | <ジミーズ> 堀口元気H.A.Gee.Mee!! ジミー・ススム○ 斎藤“ジミー”了 ジミー・神田 Mr.キューキュー“谷嵜なおき”豊中ドルフィン |
| ※ジミーズの1人残り勝ち。MAD BLANKEYは解散に。                                             | | |
| メインイベント オープン・ザ・ドリームゲート選手権試合                                     | | |
| <MONSTER EXPRESS> ×吉野正人 (第21代王者)                                                  | 30分1秒 ラスト・ファルコンリー →片エビ固め | <MONSTER EXPRESS> 鷹木信悟○ (挑戦者)                                                                                   |
| ※第21代王者が2度目の防衛に失敗。鷹木が第22代王者に。                                      | | |

### 2016年
- 日時:2016年9月22日[6]
- 観衆:5050人（超満員札止め）

| 第0試合 シングルマッチ                                                       |                                                         |                                                                  |
| <VerserK> ○問題龍                                                            | 3分53秒 プロブレム →エビ固め                            | <MONSTER EXPRESS> しゃちほこBOY×                                 |
| 第1試合 8人タッグマッチ                                                      |                                                         |                                                                  |
| ドン・フジイ ○エル・リンダマン 中村風太 ワタナベシュン                       | 10分34秒 ロコモーション式タイガースープレックスホールド | Gamma 山村武寛 石田凱士× ワタナベヒョウ                          |
| 第2試合 シングルマッチ                                                       |                                                         |                                                                  |
| <VerserK> ○サイバー・コング                                                  | 8分16秒 サイバー・ボム →エビ固め                        | <ジミーズ> ジミー・クネスJ.K.S.×                                 |
| 第3試合 オープン・ザ・ブレイブゲート選手権試合                               |                                                         |                                                                  |
| <OVER GENERATION> ○Eita (第30代王者)                                         | 11分41秒 Numero Uno                                     | <VerserK> "brother"YASSHI× (挑戦者)                              |
| ※第30代王者が初防衛に成功。                                                  |                                                         |                                                                  |
| 第4試合 オープン・ザ・トライアングルゲート選手権試合                         |                                                         |                                                                  |
| <ジミーズ> 堀口元気H.A.Gee.Mee!! ○斎藤“ジミー”了 ジミー・神田 (第56代王者組) | 15分18秒 ダブルクロス →片エビ固め                       | <TRIBE VANGUARD> B×Bハルク Kzy ヨースケ♡サンタマリア× (挑戦者組) |
| ※第56代王者組が初防衛に成功。                                                |                                                         |                                                                  |
| 第5試合 東京中日スポーツ創刊60周年記念試合大田区スペシャル8人タッグマッチ    |                                                         |                                                                  |
| CIMA ○ドラゴン・キッド 望月成晃 フラミータ                                   | 19分8秒 ウルトラ・ウラカンラナ                          | 吉野正人 T-Hawk× ビッグR清水 ピーター・カッサ                    |
| セミファイナル オープン・ザ・ツインゲート統一タッグ選手権試合                |                                                         |                                                                  |
| <ジミーズ> ジミー・ススム ○ジミー・カゲトラ (第39代王者組)                   | 23分17秒 影縫                                           | <VerserK> 鷹木信悟 土井成樹× (挑戦者組)                          |
| ※第39代王者組が3度目の防衛に成功。                                           |                                                         |                                                                  |
| メインイベント オープン・ザ・ドリームゲート選手権試合                        |                                                         |                                                                  |
| <TRIBE VANGUARD> ○YAMATO (第25代王者)                                        | 27分0秒 ギャラリア →片エビ固め                          | <MONSTER EXPRESS> 戸澤陽× (挑戦者)                               |
| ※第25代王者が初防衛に成功。                                                  |                                                         |                                                                  |

### 2017年
- 日時:2017年9月18日[7]
- 観衆:4000人（超満員札止め）

| 第1試合 タッグマッチ                                                            | |                                                                                                  |
| Gamma ×しゃちほこBOY                                                            | 8分0秒 スカイウォーカー・ムーンサルト →片エビ固め | シュン・スカイウォーカー○ ワタナベヒョウ                                                         |
| 第2試合 タッグマッチ                                                            | |                                                                                                  |
| <TRIBE VANGUARD> B×Bハルク ○Kzy                                                 | 10分9秒 KZ time →片エビ固め | ドン・フジイ ジェイソン・リー×                                                                   |
| 第3試合 オープン・ザ・ブレイブゲート選手権試合                                  | |                                                                                                  |
| <ジミーズ> ○ジミー・カゲトラ (第31代王者)                                       | 12分49秒 車懸 →エビ固め | <TRIBE VANGUARD> ヨースケ♡サンタマリア× (挑戦者)                                                 |
| ※第31代王者が3度目の防衛に成功。                                                | |                                                                                                  |
| 第4試合 6人タッグマッチ                                                         | |                                                                                                  |
| <OVER GENERATION> Eita 山村武寛 ×石田凱士                                       | 13分16秒 Ben-Kボム →エビ固め | <MaxiMuM> 土井成樹 吉野正人 Ben-K○                                                               |
| 第5試合 オープン・ザ・ツインゲート統一タッグ選手権試合                          | |                                                                                                  |
| <OVER GENERATION> ○CIMA ドラゴン・キッド (第40代王者組)                         | 22分32秒 腹部へのメテオラ →エビ固め | <MaxiMuM> ビッグR清水 Kotoka× (挑戦者組)                                                         |
| ※第40代王者組が7度目の防衛に成功。                                              | |                                                                                                  |
| セミファイナル VerserK vs ジミーズ 敗戦ユニット解散ノーDQイリミネーションマッチ | |                                                                                                  |
| <VerserK> 鷹木信悟 ○T-Hawk 吉田隆司 エル・リンダマン パンチ富永                 | ①×富永(11分6秒、光の輪)クネス○ ②○リンダ(14分28秒、有刺鉄線ボード攻撃→片エビ固め)クネス× ③○鷹木(16分38秒、有刺鉄線バットへの合体式ツームストンパイルドライバー→片エビ固め)神田× ④×吉田(18分20秒、バックスライド・フロム・ヘブン)堀口○ ⑤×リンダ(20分9秒、有刺鉄線ボードを覆い被せての斎了ロケット→体固め)斎了○ ⑥○T-Hawk(21分58秒、BTボム→エビ固め)堀口× ⑦○T-Hawk(26分00秒、ナイトライド→エビ固め)斎了× ⑧×鷹木(31分10秒、有刺鉄線を巻いた腕でのジャンボの勝ち！→片エビ固め)ススム○ ⑨○T-Hawk(34分11秒、ケルベロス→片エビ固め)ススム× | <ジミーズ> 堀口元気H.A.Gee.Mee!! ジミー・ススム 斎藤“ジミー”了 ジミー・神田 ジミー・クネスJ.K.S. |
| ※VerserKの1人残り勝ち。ジミーズは解散に。                                       | |                                                                                                  |
| メインイベント オープン・ザ・ドリームゲート選手権試合                           | |                                                                                                  |
| <TRIBE VANGUARD> ×YAMATO (第25代王者)                                           | 24分30秒 顔面への三角蹴り →体固め | 望月成晃○ (挑戦者)                                                                               |
| ※第25代王者が7度目の防衛に失敗。望月が第26代王者に。                            | |                                                                                                  |

### 2018年
- 日時:2018年9月24日[8]
- 観衆:3177人（超満員札止め）

| 第1試合 6人タッグマッチ                                         | |                                                                      |
| 斎藤了 ドン・フジイ ○ウィリー・マック                           | 7分55秒 ザ・ビッグダンプ →片エビ固め | <TRIBE VANGUARD> Kagetora ヨースケ♡サンタマリア U-T×                 |
| 第2試合 8人タッグマッチ                                         | |                                                                      |
| Gamma 問題龍 ×しゃちほこBOY 箕浦康太                            | 6分22秒 タイガースープレックスホールド | ジェイソン・リー 石田凱士○ ワタナベヒョウ 吉岡勇紀                   |
| 第3試合 スペシャルシングルマッチ                                | |                                                                      |
| ×鷹木信悟                                                       | 12分16秒 本家公認雁之助クラッチ | KAI○                                                                 |
| 第4試合 R・E・D vs NATURAL VIBES 全面対抗イリミネーションマッチ | |                                                                      |
| <R・E・D> ビッグR清水 ○Ben-K 神田裕之 吉田隆司 ○KAZMA SAKAMOTO  | ①×吉田(11分12秒、バックスライド・フロム・ヘブン)堀口○ ②○清水(12分24秒、砲丸投げスラム→エビ固め)YASSHI× ③〇清水(12分59秒、砲丸投げスラム→エビ固め)堀口× ④×神田(13分45秒、ランニングエルボースマッシュ→エビ固め)Kzy○ ⑤×清水(14分48秒、オーバー・ザ・トップロープ)富永○ ⑥○KAZMA(15分51秒、変形パッケージパイルドライバー→体固め)富永× ⑦○Ben-K(19分43秒、スピアー→片エビ固め)ススム× ⑧○Ben-K(23分42秒、Ben-Kボム→エビ固め)Kzy× | <NATURAL VIBES> Kzy 横須賀ススム 堀口元気 パンチ富永 "brother"YASSHI |
| ※R・E・Dの2人残り勝ち。                                         | |                                                                      |
| 第5試合 オープン・ザ・ブレイブゲート選手権試合                  | |                                                                      |
| <R・E・D> ×Eita (第35代王者)                                    | 13分0秒 ウルトラ・ウラカンラナ | ドラゴン・キッド○ (挑戦者)                                           |
| ※第35代王者が2度目の防衛に失敗。キッドが第36代王者に。          | |                                                                      |
| セミファイナル オープン・ザ・ツインゲート統一タッグ選手権試合   | |                                                                      |
| <TRIBE VANGUARD> YAMATO ○B×Bハルク (第43代王者組)               | 21分32秒 ファーストフラッシュ →片エビ固め | <望月道場> 望月成晃 シュン・スカイウォーカー× (挑戦者組)             |
| ※第43代王者組が2度目の防衛に成功。                              | |                                                                      |
| メインイベント オープン・ザ・ドリームゲート選手権試合           | |                                                                      |
| <MaxiMuM> ○吉野正人 (第27代王者)                                | 27分4秒 ホルヘ式ソル・ナシエンテ改 | <MaxiMuM> 土井成樹× (挑戦者)                                         |
| ※第27代王者が3度目の防衛に成功。                                | |                                                                      |

### 2019年
- 日時:2019年8月24日 [9]
- 観衆:3394人（超満員札止め）

| 第1試合 10人タッグマッチ 20分1本勝負                                                                       |                                       |                                                                            |
| "brother"YASSHI ×パンチ富永 問題龍 マーティン・カービー 大和ヒロシ                                         | 7分15秒 狙い撃ち♡                     | Kagetora ヨースケ♡サンタマリア○ しゃちほこマシーン ドラゴン・ダイヤ ジミー |
| 第2試合 8人タッグマッチ 30分1本勝負                                                                        |                                       |                                                                            |
| 斎藤了 ○スペル・シーサー 新井健一郎 K-ness.                                                                | 6分48秒 マスク剥ぎ →反則勝ち          | <R・E・D> 神田裕之 吉田隆司× ディアマンテ KAZMA SAKAMOTO                   |
| 第3試合 オープン・ザ・トライアングルゲート選手権試合 60分1本勝負                                           |                                       |                                                                            |
| <ストロングマシーン軍団> ○ストロングマシーン・J ストロングマシーン・F ストロングマシーン・G (第65代王者組) | 12分44秒 魔神風車固め                 | <望月道場> 吉岡勇紀 ワタナベヒョウ× 箕浦康太 (挑戦者組)                    |
| ※第65代王者組が初防衛に成功。                                                                              |                                       |                                                                            |
| 第4試合 タッグマッチ 30分1本勝負                                                                           |                                       |                                                                            |
| <MaxiMuM> 土井成樹 ×石田凱士                                                                               | 10分36秒 三角締め →レフェリーストップ | <望月道場> 望月成晃 奥田啓介○                                              |
| 第5試合 団体設立20周年記念特別試合 Vol.8 60分1本勝負                                                       |                                       |                                                                            |
| ○ウルティモ・ドラゴン B×Bハルク KAI                                                                        | 16分12秒 ラ・マヒストラル             | <MaxiMuM> 吉野正人 ドラゴン・キッド ジェイソン・リー×                      |
| 第6試合 スペシャルシングルマッチ 60分1本勝負                                                               |                                       |                                                                            |
| <NATURAL VIBES> ○横須賀ススム                                                                              | 13分3秒 夢限パッケージ →体固め        | シュン・スカイウォーカー×                                                  |
| セミファイナル オープン・ザ・ツインゲート統一タッグ選手権試合 ノーDQマッチ 60分1本勝負                     |                                       |                                                                            |
| <R・E・D> Eita ○ビッグR清水 (第46代王者組)                                                                 | 21分8秒 砲丸投げスラム →エビ固め      | <NATURAL VIBES> Kzy 堀口元気× (挑戦者組)                                   |
| ※第46代王者組が初防衛に成功。                                                                              |                                       |                                                                            |
| メインイベント オープン・ザ・ドリームゲート選手権試合 60分1本勝負                                          |                                       |                                                                            |
| ○Ben-K (第29代王者)                                                                                        | 28分10秒 Ben-Kボム →エビ固め          | <TRIBE VANGUARD> YAMATO× (挑戦者)                                          |
| ※第29代王者が初防衛に成功。                                                                                |                                       |                                                                            |

### 2020年
- 日時:2020年9月21日
- 観衆:966人（札止め）
- [10]

### 2021年
- 日時:2021年9月20日
- 観衆:1,510人
- [11]